# Nimfodor d'Amfípolis
Nimfodor (grec antic: Νυμφόδωρος, Nymphódōros, llatí: Nymphodorus) fou un historiador grec nadiu d'Amfípolis. No se sap en quina època va viure.
Fou l'autor de l'obra anomenada Νόμιμα Ἁσίας (Lleis i Costums d'Àsia), la qual és esmentada per Climent d'Alexandria tot parlant parla d'uns costums egipcis. En un altre passatge Climent anomena l'obra Νόμιμα Βαρβαρικά, però es tracta sens dubte del mateix text. També en parla un escoliasta de Sòfocles, que es refereix al tretzè llibre d'aquesta obra. Només se'n conserven uns fragments.